# Фролов Артур Володимирович
Арт́ур Волод́имирович Фрол́ов (30 липня 1970, Алчевськ) — український шахіст, міжнародний майстер (1991), гросмейстер України.
У складі збірної України срібний призер командного чемпіонату світу 1993 року.

## Досягнення
Свою шахову кар'єру він розпочав у 1980-х роках, ставши чемпіоном Всесоюзної центральної ради професійних спілок 1987 року. У 1990 році поділив третє місце у фіналі молодіжного чемпіонату СРСР (до 20 років), поступившись лише Борису Альтерману та розділивши позицію з Володимиром Крамником. У 1991 році зіграв у фіналі останнього чемпіонату СРСР, набравши 6½ очка з 11 можливих, поділивши 10–14 місця.
На національному рівні Артур Фролов брав участь у чотирьох фіналах чемпіонатів України (1988—2020). Найвищим досягненням стало 4-те місце у фіналі чемпіонату УРСР 1990 року.
Міжнародну кар'єру розпочав наприкінці 1980-х і досяг значних успіхів: 1-ше місце в Трнаві (1989, турнір C), перемога в Шіофоку (1990, разом з Іштваном Чомом), 2-ге місце в Алушті (1992), поділив 1-ше місце в Миколаєві (1993, зональний турнір), після чого виграв додатковий матч у Олексія Александрова й отримав путівку на міжзональний турнір у Білі (1993). Попри поразку в міжзональному, цей успіх став значним етапом у його кар'єрі. Також здобував 1-ші місця в Гронінгені та Глоговці (1993), а у 1994 році посів 2-ге місце в Пулі, поступившись лише Володимиру Тукмакову.
У складі збірної України Артур Фролов виступав на командному чемпіонаті світу 1993 року (Люцерн), де здобув срібну медаль, та на шаховій олімпіаді 1994 року (Москва), обидва рази граючи на другій резервній шахівниці.
У клубному шаховому русі представляв команду «Донбас» (Алчевськ) у трьох розіграшах Кубка європейських клубів (1993—1995), де у 1994 році разом з командою здобув бронзові нагороди.
Свого піку в шаховому рейтингу досяг 1 січня 1995 року — 2545 пунктів, що відповідало 15–17 місцю серед українських шахістів.
Після 1998 року Фролов на деякий час припинив активні виступи, проте згодом повернувся до участі в турнірах.

## Турнірні результати

### Чемпіонати України
Артур Фролов зіграв у чотирьох фінальних турнірах чемпіонатів України, набравши загалом 19½ очок з 45 можливих (+9-15=21).
| Рік  | Місто       | Турнір                 | + | − | = | Результат | Місце |
| ---- | ----------- | ---------------------- | - | - | - | --------- | ----- |
| 1988 | Львів       | 57-й чемпіонат України | 4 | 3 | 8 | 8 з 15    | 6     |
| 1990 | Сімферополь | 59-й чемпіонат України | 3 | 2 | 5 | 5½ з 10   | 4     |
| 2017 | Житомир     | 86-й чемпіонат України | 1 | 6 | 4 | 3 з 11    | 12    |
| 2020 | Омельник    | 89-й чемпіонат України | 1 | 4 | 4 | 3 з 9     | 34    |

### Інші турніри
| Рік  | Місто     | Турнір                       | + | − | = | Результат | Місце  |
| ---- | --------- | ---------------------------- | - | - | - | --------- | ------ |
| 1985 | Юрмала    | Чемпіонат СРСР серед юніорів | 4 | 4 | 3 | 5½ з 11   | 24—32  |
| 1987 | Тюмень    | Чемпіонат ВЦРПС              |   |   |   | 8 з 11    | Gold   |
| 1990 | Шіофок    | Міжнародний турнір           | 5 | 1 | 5 | 7½ з 11   | —2     |
| 1991 | Москва    | 58-й чемпіонат СРСР          | 4 | 2 | 5 | 6½ з 11   | 10—14  |
| 1991 | Смоленськ | Меморіал Белавенця           | 5 | 0 | 4 | 7 з 9     | Gold   |
| 1993 | Миколаїв  | Зональний турнір             | 6 | 1 | 4 | 8 з 11    | Silver |
| 1993 | Біль      | Міжзональний турнір          | 5 | 6 | 2 | 6 з 13    | 42—54  |
| 1993 | Гронінген | Міжнародний турнір           | 8 | 1 | 2 | 9 з 11    | Gold   |

### Результати виступів у складі збірної України
У період 1993—1999 років Артур Фролов зіграв за збірну України у двох командних турнірах: командному чемпіонаті світу 1993 року і шаховій олімпіаді 1994 року. В його активі командне «срібло» чемпіонату світу.
Загалом за збірну України Артур Фролов зіграв 10 партій, у яких набрав 5½ очок (+2-1=7), що становить 55 % від числа можливих очок.
| Рік  | Турнір                | Місто  | Збірна  | Шахів- ниця  | Рейтинг | + | = | − | Результат | % очок | Турнірний рейтинг | Командне місце | Особисте місце |
| ---- | --------------------- | ------ | ------- | ------------ | ------- | - | - | - | --------- | ------ | ----------------- | -------------- | -------------- |
| 1993 | 3-й чемпіонат світу   | Люцерн | Україна | 2-а резервна | 2535    | 0 | 2 | 1 | 1 з 3     | 33,3   | 2368              | Silver         | —              |
| 1994 | 31-а шахова олімпіада | Москва | Україна | 2-а резервна | 2540    | 2 | 5 | 0 | 4½ з 7    | 64,3   | 2637              | 9              | 13             |